# SMS Baden
El SMS Baden fue un acorazado de la clase Bayern de la Armada Imperial Alemana durante la Primera Guerra Mundial. Botado en 1915, no pudo ser echado a pique al quedar encallado en Scapa Flow. Posteriormente fue hundido como barco objetivo en un ejercicio de artillería de la Royal Navy en 1921.

## Historial

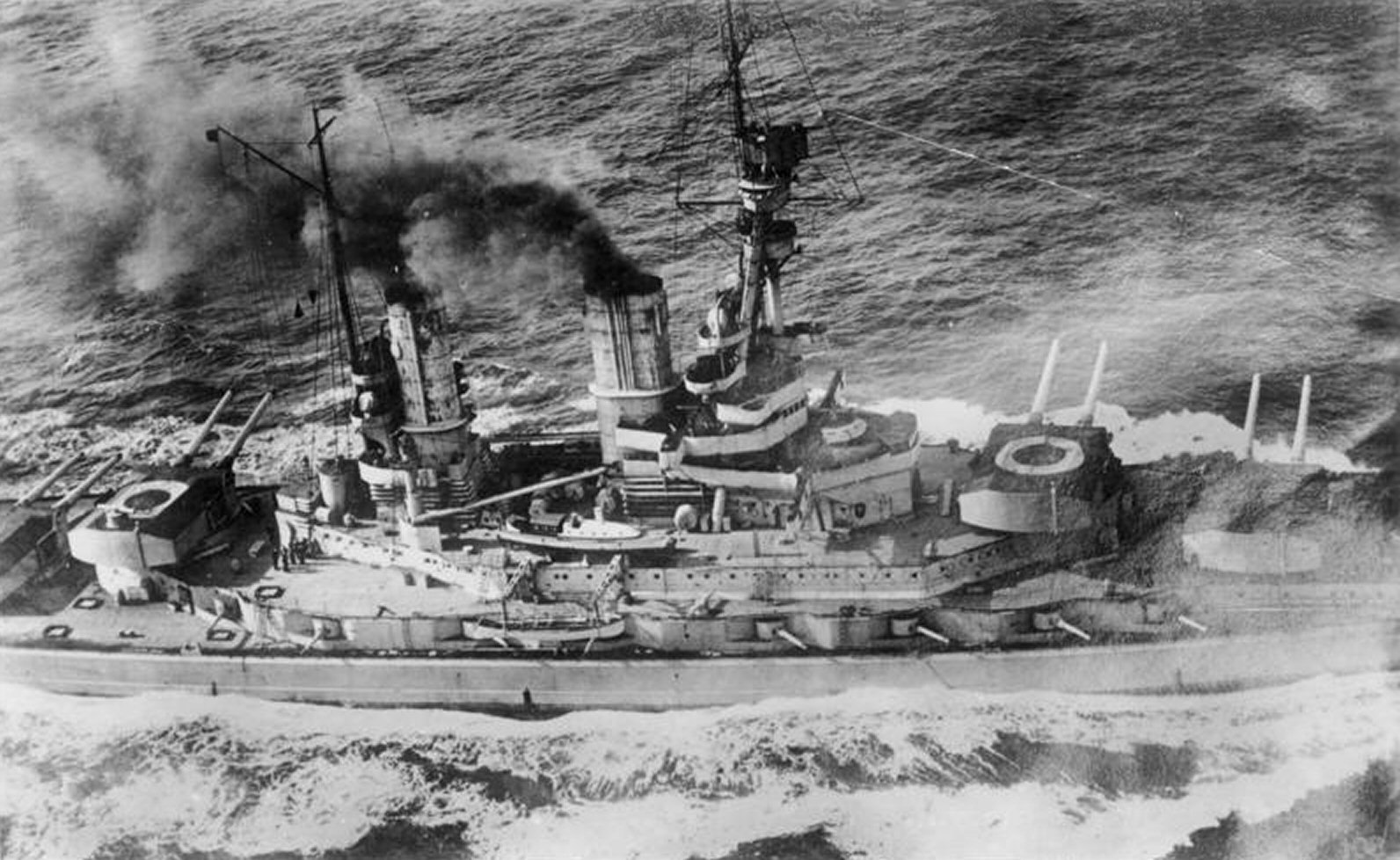
Vista parcial aérea del Baden en 1916.

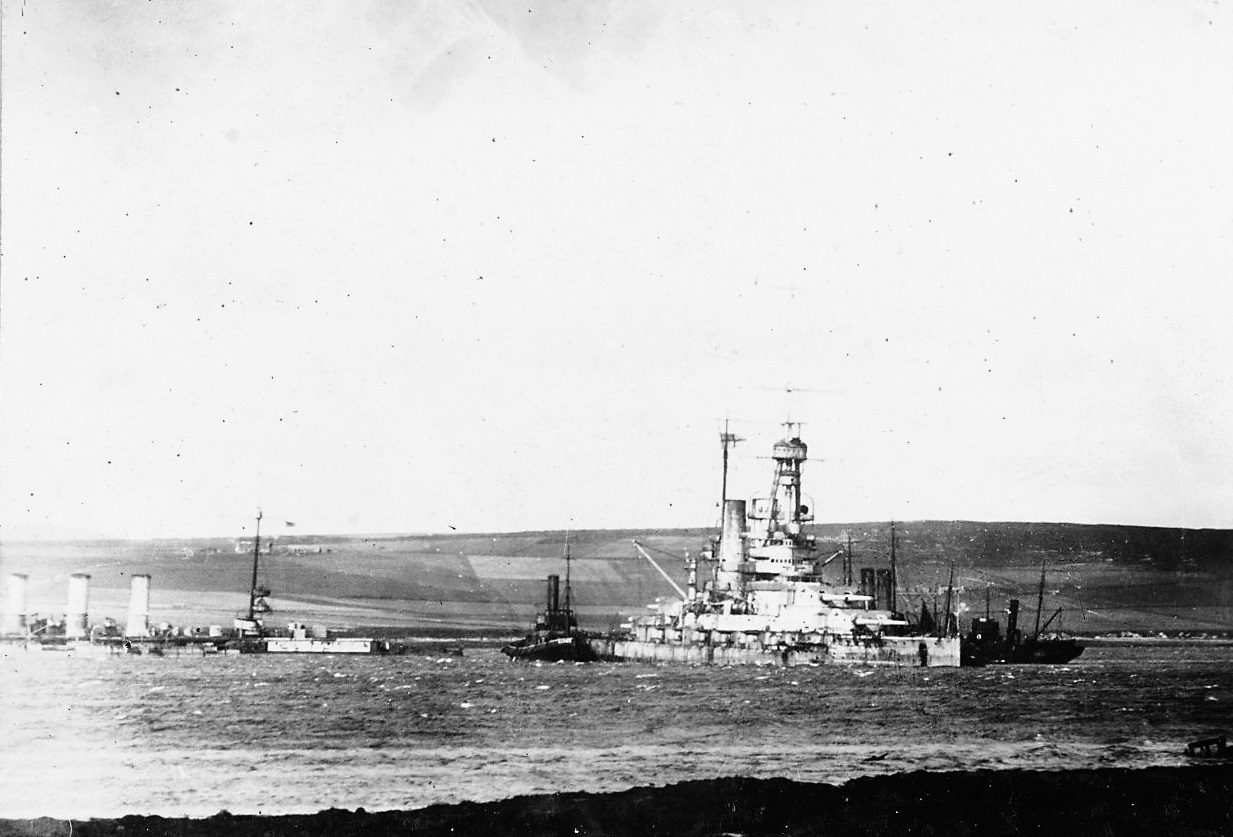
El Baden semihundido en Sapa Flow en 1919 con el resto de la flota alemana.

El Baden fue una de las cuatro unidades que deberían haber formado la clase Bayern de acorazados. Los otros tres buques fueron el Bayern, el Württemberg y el Sachsen. 
El Baden no iba a ser internado en Scapa Flow según los términos del armisticio, pero substituyó en la lista al crucero de batalla Mackensen, que estaba incompleto y no tenía capacidad para navegar.
La tripulación del Baden intentó echarlo a pique al igual que el resto de la flota internada en Scapa Flow, pero los británicos consiguieron encallarlo. Posteriormente, el Baden fue cuidadosamente examinado por los técnicos de la Royal Navy.
El Baden fue designado como barco objetivo para un ejercicio de tiro. En primer lugar, los monitores Erebus y Terror dispararon sus cañones de 15” (381 mm) a partes seleccionadas previamente del casco y de su superestructura, detonando varias bombas en su cubierta. Finalmente, los acorazados de la flota británica del Atlántico, usando su artillería principal, terminaron con él. El Baden se hundió al suroeste de Portsmouth el 16 de agosto de 1921. Su pecio se encuentra a 180 metros de profundidad.